# Autostrada A210 (Niemcy)
Autostrada A210 (niem. Bundesautobahn 210 (BAB 210) także Autobahn 210 (A210)) – autostrada w Niemczech przebiegająca z zachodu na wschód pomiędzy Rendsburgiem a Kilonią w Szlezwiku-Holsztynie.